# Нафтекс (Бургас)
Професійний футбольний клуб «Нафтекс» Бургас (болг. Професионален футболен клуб Нафтекс Бургас) — колишній болгарський футбольний клуб з Бургаса, що існував у 1986—2009 роках.